# Pierre Bouillon
Pour les articles homonymes, voir Bouillon.
Pierre Bouillon est un peintre et graveur français né le 23 juin 1773 à Thiviers et mort à Paris le 15 septembre 1831.

## Biographie
Pierre Bouillon étudie à l'École des beaux-arts de Paris dans l’atelier de Nicolas-André Monsiau. Il enseigne le dessin à Paris au lycée Louis-le-Grand, où il compte Théodore Géricault et Eugène Delacroix parmi ses élèves. Il dispense aussi un enseignement privé, dont bénéficie entre autres Louise Bouteiller.  
En 1797, il obtient le prix de Rome dans la catégorie peinture d’histoire, prix qu’il partage avec Louis-André-Gabriel Bouchet et Pierre-Narcisse Guérin, sur le thème de La Mort de Caton d'Utique.
L'œuvre de Pierre Bouillon, qui a laissé assez peu de traces dans l'histoire de l'art, est représentative de l'école néoclassique. En peinture, quelques-uns de ses tableaux figurent dans les musées nationaux français : L'Enfant et la Fortune, au musée des beaux-arts de Rouen,  Jésus ressuscitant le fils de la veuve de Naïm, au musée de Tessé du Mans, Leonidas à la considération de sa fille Cleonide, se contente de bannir son gendre Cleombiote Musée du Louvre - Déposé au Musée des Beaux-Arts de Carcassonne. 
En gravure, outre quelques portraits et scènes d’histoire, il a contribué à illustrer Le Musée français, qui dépeint les collections du musée du Louvre. Son grand œuvre, sur lequel il travailla plus de dix ans, est le Musée des Antiques, paru en trois volumes entre 1810 et 1821, où sont rassemblées des gravures de figures historiques et mythologiques de l'Antiquité grecque et romaine.
Il est le père d'Auguste Bouillon (1805-1864), architecte du département de la Dordogne, à Périgueux, et architecte diocésain.

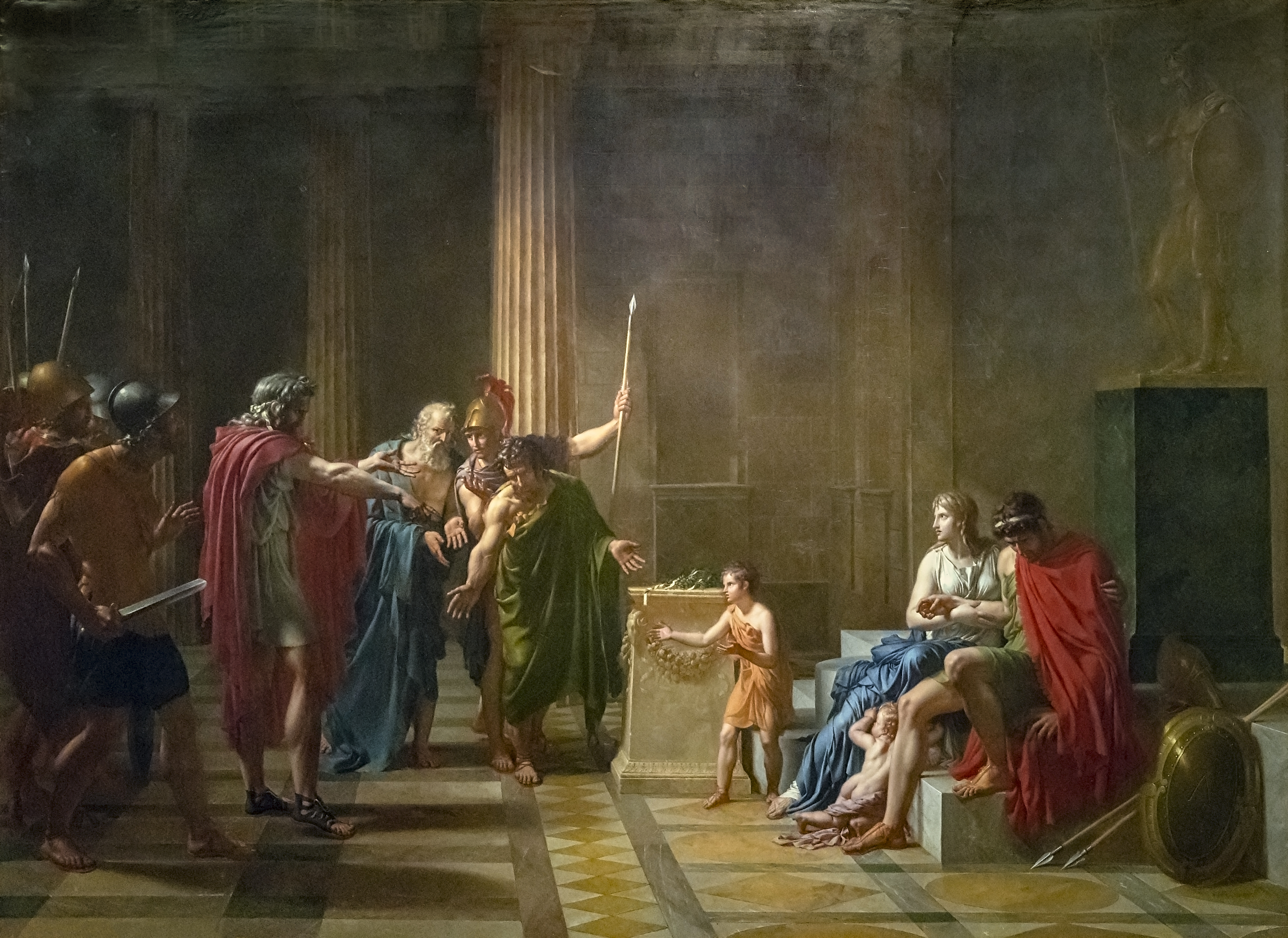
Leonidas à la considération de sa fille Cleonide, se contente de bannir son gendre Cleombiote

## La Mort de Caton
Le sujet d'histoire proposé aux candidats du prix de Rome en 1797 était inspiré du récit de Plutarque racontant le suicide de Caton. Il avait pour intitulé complet : La Mort de Caton d’Utique dans le moment où, revenu de son évanouissement, il repousse le médecin, rouvre ses plaies de ses propres mains et expire en déchirant ses entrailles. Le prix fut décerné conjointement à trois artistes, dont les tableaux offrent une iconographie aux similitudes notables.

La Mort de Caton
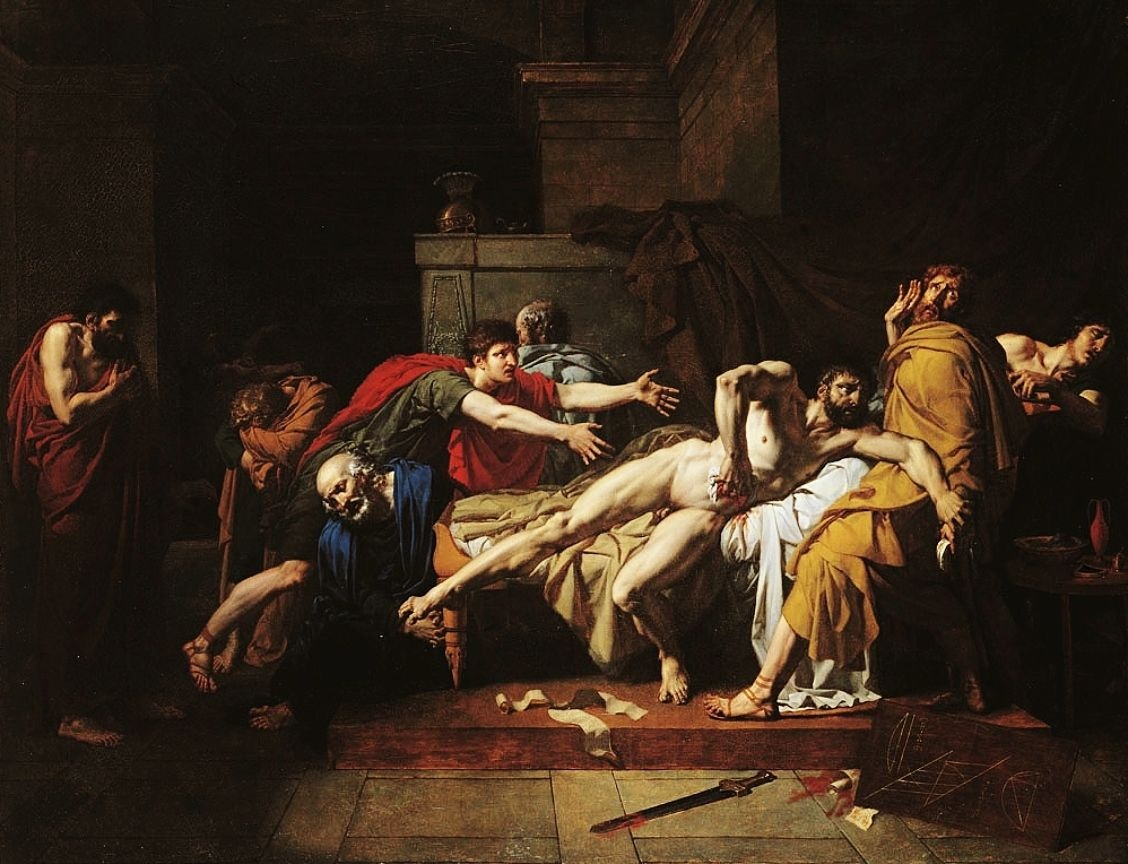
Par Pierre Bouillon.
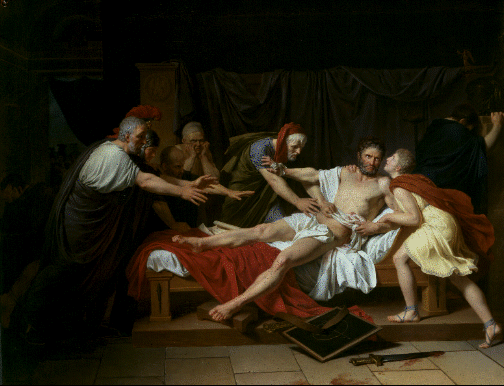
Par Louis-André-Gabriel Bouchet.
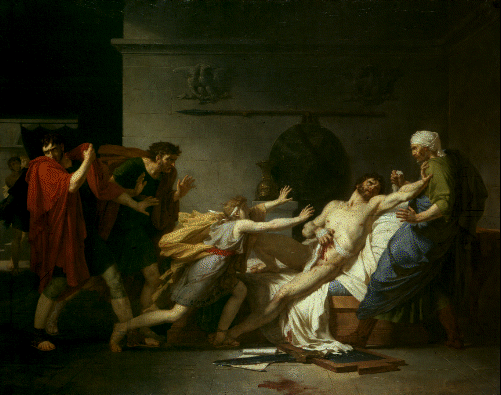
Par Pierre-Narcisse Guérin.

## LeMusée des Antiques
Les figures du Musée des Antiques étaient divisées en trois catégories : reliefs, bustes et statues.

Gravures extraites du Musée des Antiques
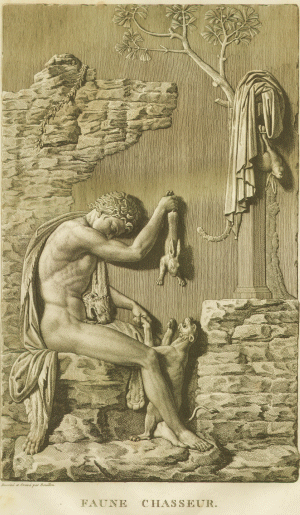
Relief : Faune chasseur.
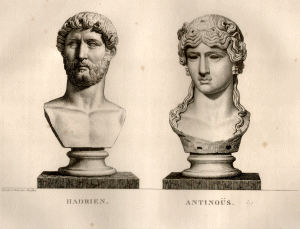
Buste : Hadrien et Antinoüs.
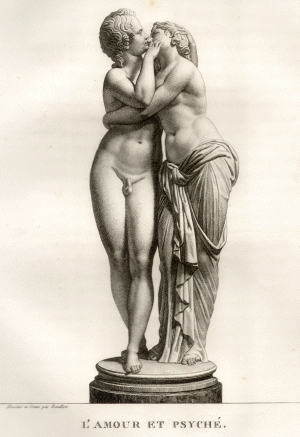
Statue : L'Amour et Psyché.